# Jalen Harris
Jalen Harris (Dallas, Texas; 14 de agosto de 1998) es un baloncestista estadounidense que pertenece a la plantilla de los Leones de Ponce de la BSN. Con 1,96 metros de estatura, puede jugar en la posición de base o de escolta.

## Trayectoria deportiva

### Universidad
Jugó dos temporadas con los Bulldogs de la Universidad Tecnológica de Luisiana, en las que promedió 12,2 puntos, 3,5 rebotes y 1,8 asistencias por partido. En su primera temporada fue incluido en el mejor quinteto freshman de la Conference USA.
Mediada su segunda temporada en Luisiana, decidió ser transferido cuando lideraba al equipo con 15,8 puntos por partido, firmando con los Wolf Pack de la Universidad de Nevada en Reno. Allí jugó una temporada en la que promedió 21,7 puntos, 6,5 rebotes y 3,9 asistencias por partido, lo que le valió para ser elegido debutante del año de la Mountain West Conference e incluido en el mejor quinteto de la conferencia. Al término de la misma, se declaró elegible para el Draft de la NBA, renunciando al año universitario que le quedaba.

#### Estadísticas
| Año     | Equipo         | PJ       | PT       | MPP      | %TC      | %3P      | %TL      | RPP      | APP      | ROB      | TPP      | PPP      |
| ------- | -------------- | -------- | -------- | -------- | -------- | -------- | -------- | -------- | -------- | -------- | -------- | -------- |
| 2016–17 | Louisiana Tech | 27       | 2        | 22.9     | .447     | .319     | .883     | 3.1      | 1.6      | .8       | .3       | 10.9     |
| 2017–18 | Louisiana Tech | 11       | 11       | 25.1     | .478     | .444     | .830     | 4.4      | 2.4      | 1.1      | .3       | 15.3     |
| 2018–19 | Nevada         | Redshirt | Redshirt | Redshirt | Redshirt | Redshirt | Redshirt | Redshirt | Redshirt | Redshirt | Redshirt | Redshirt |
| 2019–20 | Nevada         | 30       | 30       | 33.0     | .446     | .362     | .823     | 6.5      | 3.9      | 1.1      | .1       | 21.7     |
| Total   | Total          | 68       | 43       | 27.7     | .451     | .359     | .838     | 4.8      | 2.7      | 1.0      | .2       | 16.4     |

### Profesional
Fue elegido en la quincuagésimo novena posición del Draft de la NBA de 2020 por los Toronto Raptors, equipo con el que firmó el 30 de noviembre un contrato dual que le permite jugar también en su filial de la G League, los Raptors 905.
Tras su primera temporada, el 2 de julio de 2021, se anunció que Harris quedaba expulsado de la liga por violar los términos del programa antidrogas pactado por la NBA y la Asociación de Jugadores, lo que supuso su despido. Jalen pudo solicitar su reinserción a la liga pasado un año, de cara a la 2022-23.
El 14 de agosto de 2021, firma por el Vanoli Cremona de la Lega Basket Serie A, la primera categoría del baloncesto italiano.
Tras un año en Italia, el 24 de mayo de 2022, firma por los Scarborough Shooting Stars de la CEBL canadiense.
En agosto de 2022, la NBA y la NBPA le levantan la suspensión por lo que pudo pedir la reinserción a la liga, si es que alguna franquicia le da la posibilidad.
El 25 de septiembre de 2022 consiguió un contrato con los New York Knicks de la NBA, pero fue cortado tras la pretemporada. El 24 de octubre de 2022 se unió a la plantilla de los Westchester Knicks.
[actualizar]

## Estadísticas de su carrera en la NBA

### Temporada regular
| Año     | Equipo  | PJ | PT | MPP  | %TC  | %3P  | %TL  | RPP | APP | ROB | TPP | PPP |
| ------- | ------- | -- | -- | ---- | ---- | ---- | ---- | --- | --- | --- | --- | --- |
| 2020-21 | Toronto | 13 | 2  | 13.2 | .500 | .472 | .778 | 1.4 | 1.3 | .6  | .0  | 7.4 |
| Total   | Total   | 13 | 2  | 13.2 | .500 | .472 | .778 | 1.4 | 1.3 | .6  | .0  | 7.4 |